# نصب جو لويس التذكاري

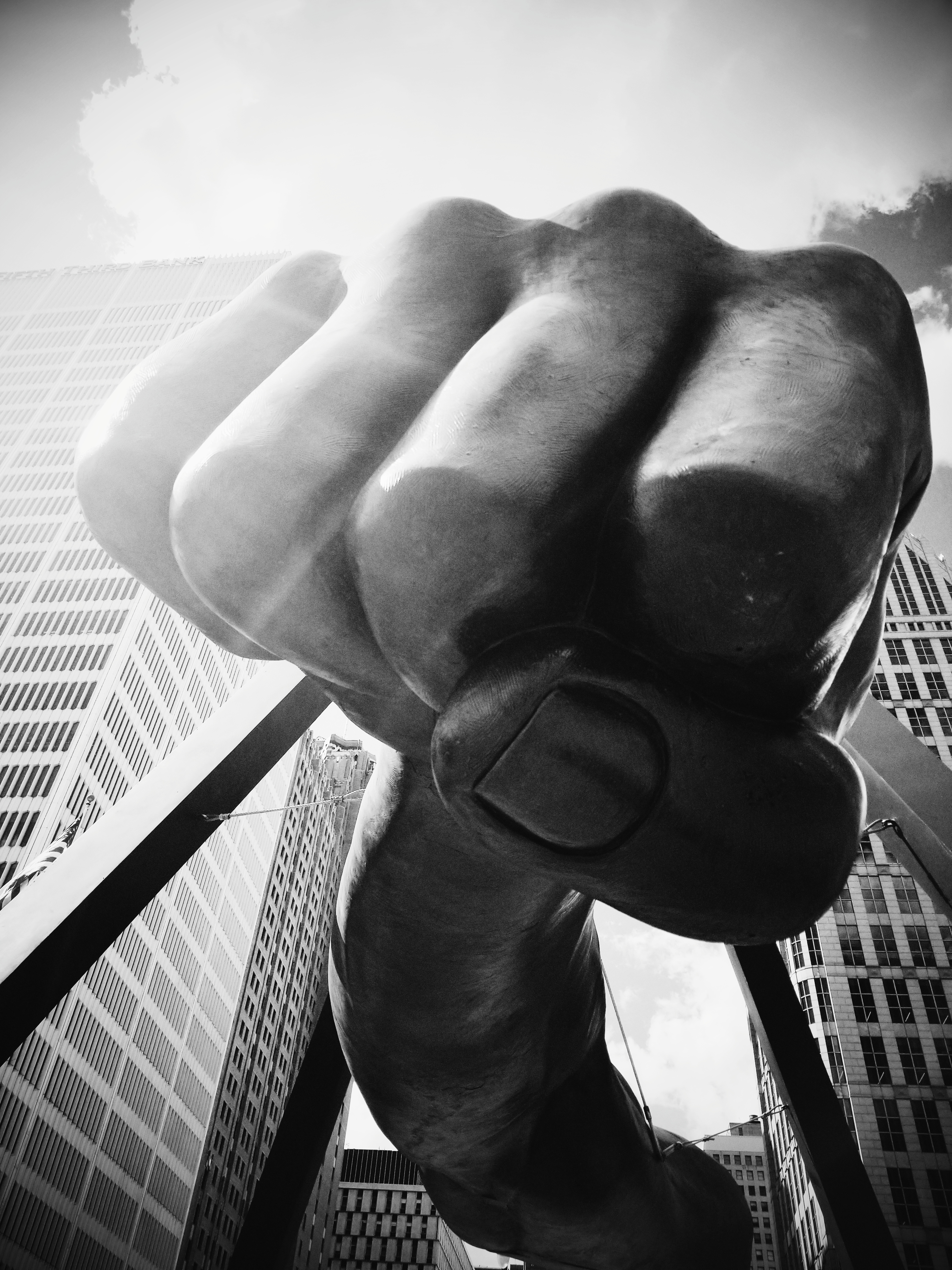
نصب جو لويس التذكاري، المعروف بتمثال القبضة

نصب جو لويس التذكاري (بالإنجليزية: Monument to Joe Louis)‏ (ويعرف بالقبضة The Fist) هو نصب تذكاري يقع في ميدان فيليب هارت بلازا في مدينة ديترويت الأمريكية، وهو مكرس للملاكم الأمريكي جو لويس (بطل العالم للوزن الثقيل في الفترة من عام 1937 وحتى عام 1949).
وهو من عمل النحات روبرت غراهام، وهو عبارة عن تمثال من البرونز المصبوب بارتفاع 7.3 متر، وهو على شكل قبضة يد إنسان بشكل أفقي.